# Distonemurus desertus
Distonemurus desertus is een insect uit de familie van de mierenleeuwen (Myrmeleontidae), die tot de orde netvleugeligen (Neuroptera) behoort. 
Distonemurus desertus is voor het eerst wetenschappelijk beschreven door Krivokhatsky in 1992.